# Abborrsjön, Värmland
Abborrsjön är en sjö i Arvika kommun i Värmland och ingår i Göta älvs huvudavrinningsområde. Sjön är 10,5 meter djup, har en yta på 0,2 kvadratkilometer och är belägen 275,7 meter över havet.

## Delavrinningsområde
Abborrsjön ingår i det delavrinningsområde (665256-132502) som SMHI kallar för Inloppet i Stor-Treen. Medelhöjden är 259 meter över havet och ytan är 16,77 kvadratkilometer. Det finns ett avrinningsområde uppströms, och räknas det in blir den ackumulerade arean 43,84 kvadratkilometer. Järperudsälven (Bruksälven) som avvattnar avrinningsområdet har biflödesordning 4, vilket innebär att vattnet flödar genom totalt 4 vattendrag innan det når havet efter 319 kilometer. Avrinningsområdet består mestadels av skog (77 procent). Avrinningsområdet har 0,2 kvadratkilometer vattenytor vilket ger det en sjöprocent på 1,2 procent.